# Copa Rostelecom 2015
La Copa Rostelecom de 2015, también conocida como Copa de Rusia fue una competición internacional de patinaje artístico sobre hielo, la cuarta del Grand Prix de patinaje artístico sobre hielo de la temporada 2015-2016. Organizada por la federación rusa de patinaje sobre hielo, tuvo lugar en Moscú, entre el 20 y el 22 de noviembre de 2015. Se llevaron a cabo competiciones en las modalidades de patinaje individual masculino, femenino, patinaje en parejas y danza sobre hielo, y sirvió como clasificatorio para la Final del Grand Prix de 2015.

## Resultados

### Patinaje individual masculino
| Clasificación | Nombre           | País           | Total    | Programa corto | Programa corto | Programa libre | Programa libre |
| ------------- | ---------------- | -------------- | -------- | -------------- | -------------- | -------------- | -------------- |
| 1             | Javier Fernández | España         | 271,43   | 2              | 86,99          | 1              | 184,44         |
| 2             | Adian Pitkeyev   | Rusia          | 250,47   | 1              | 87,54          | 5              | 162,93         |
| 3             | Ross Miner       | Estados Unidos | 248,92   | 3              | 85,36          | 4              | 163,56         |
| 4             | Adam Rippon      | Estados Unidos | 248,63   | 6              | 78,77          | 2              | 169,86         |
| 5             | Mijáil Kolyada   | Rusia          | 247,97   | 5              | 79,64          | 3              | 168,33         |
| 6             | Serguéi Vóronov  | Rusia          | 244,60   | 4              | 84,17          | 7              | 160,43         |
| 7             | Nam Nguyen       | Canadá         | 231,67   | 7              | 70,78          | 6              | 160,89         |
| 8             | Ivan Righini     | Italia         | 204,16   | 9              | 68,90          | 8              | 135,26         |
| 9             | Takahiko Kozuka  | Japón          | 195,48   | 8              | 69,61          | 9              | 125,87         |
| 10            | Alexei Bychenko  | Israel         | 186,00   | 10             | 67,46          | 10             | 118,54         |
| -             | Peter Liebers    | Alemania       | Abandono |                |                |                |                |

### Patinaje individual femenino
| Clasificación | Nombre               | País           | Total  | Programa corto | Programa corto | Programa libre | Programa libre |
| ------------- | -------------------- | -------------- | ------ | -------------- | -------------- | -------------- | -------------- |
| 1             | Yelena Radiónova     | Rusia          | 211,32 | 1              | 71,79          | 2              | 139,53         |
| 2             | Yevguéniya Medvédeva | Rusia          | 206,76 | 3              | 67,03          | 1              | 139,73         |
| 3             | Adelina Sótnikova    | Rusia          | 185,11 | 4              | 65,48          | 3              | 119,63         |
| 4             | Polina Edmunds       | Estados Unidos | 183,20 | 5              | 65,29          | 4              | 117,91         |
| 5             | Rika Hongo           | Japón          | 179,12 | 6              | 63,45          | 5              | 115,67         |
| 6             | Alaine Chartrand     | Canadá         | 173,42 | 2              | 67,38          | 7              | 106,04         |
| 7             | Roberta Rodeghiero   | Italia         | 162,72 | 7              | 56,85          | 8              | 105,87         |
| 8             | Yuka Nagai           | Japón          | 159,62 | 9              | 53,19          | 6              | 106,43         |
| 9             | Joshi Helgesson      | Suecia         | 157,54 | 8              | 56,85          | 10             | 100,69         |
| 10            | Riona Kato           | Japón          | 155,56 | 10             | 50,26          | 9              | 105,30         |
| 11            | Hannah Miller        | Estados Unidos | 145,21 | 11             | 47,98          | 11             | 97,23          |
| 12            | Daša Grm             | Eslovenia      | 137,56 | 12             | 44,72          | 12             | 92,84          |

### Patinaje en parejas
| Clasificación | Nombre                                  | País           | Total  | Programa corto | Programa corto | Programa libre | Programa libre |
| ------------- | --------------------------------------- | -------------- | ------ | -------------- | -------------- | -------------- | -------------- |
| 1             | Ksenia Stolbova / Fiódor Klímov         | Rusia          | 214,70 | 1              | 75,45          | 1              | 139,25         |
| 2             | Yuko Kavaguti / Aleksandr Smirnov       | Rusia          | 208,02 | 2              | 71,70          | 2              | 136,32         |
| 3             | Peng Cheng / Zhang Hao                  | China          | 193,04 | 3              | 68,10          | 3              | 124,94         |
| 4             | Tarah Kayne / Daniel O'Shea             | Estados Unidos | 181,23 | 6              | 58,78          | 4              | 122,45         |
| 5             | Natalia Zabiako / Aleksandr Énbert      | Rusia          | 180,56 | 5              | 60,77          | 5              | 119,79         |
| 6             | Valentina Marchei / Ondřej Hotárek      | Italia         | 178,19 | 4              | 62,43          | 6              | 115,76         |
| 7             | Kirsten Moore-Towers / Michael Marinaro | Canadá         | 158,75 | 7              | 51,97          | 7              | 106,78         |
| 8             | Hayleigh Bell / Rudi Swiegers           | Canadá         | 130,46 | 8              | 46,53          | 8              | 83,93          |

### Danza sobre hielo
| Clasificación | Nombre                                 | País          | Total    | Danza corta | Danza corta | Danza libre | Danza libre |
| ------------- | -------------------------------------- | ------------- | -------- | ----------- | ----------- | ----------- | ----------- |
| 1             | Kaitlyn Weaver / Andrew Poje           | Canadá        | 173,58   | 1           | 69,49       | 1           | 104,09      |
| 2             | Anna Cappellini / Luca Lanotte         | Italia        | 171,61   | 2           | 67,82       | 2           | 103,79      |
| 3             | Victoria Sinítsina / Nikita Katsalápov | Rusia         | 167,40   | 3           | 63,63       | 3           | 103,77      |
| 4             | Charlène Guignard / Marco Fabbri       | Italia        | 153,54   | 4           | 60,58       | 5           | 92,96       |
| 5             | Yelena Ilinyj / Ruslan Zhiganshin      | Rusia         | 153,01   | 6           | 54,46       | 4           | 98,55       |
| 6             | Rebeka Kim / Kirill Minov              | Corea del Sur | 134,95   | 7           | 51,83       | 6           | 83,12       |
| 7             | Viktoria Kavaliova / Yuri Beliáyev     | Bielorrusia   | 110,32   | 8           | 41,60       | 7           | 68,72       |
| -             | Ksenia Monko / Kiril Jaliavin          | Rusia         | Abandono | 5           | 59,03       |             |             |